# بادبادک بانا
بادبادک بانا (به تامیلی: Baana Kaathadi) و بادبادک (به انگلیسی: Kite) فیلمی هندی محصول سال ۲۰۱۰ و به کارگردانی بدری ونکاتش است. در این فیلم بازیگرانی همچون آتاروا، سامانتا روت پرابو، کاروناس و کیرا دات ایفای نقش کرده‌اند.